# Levandulový olej

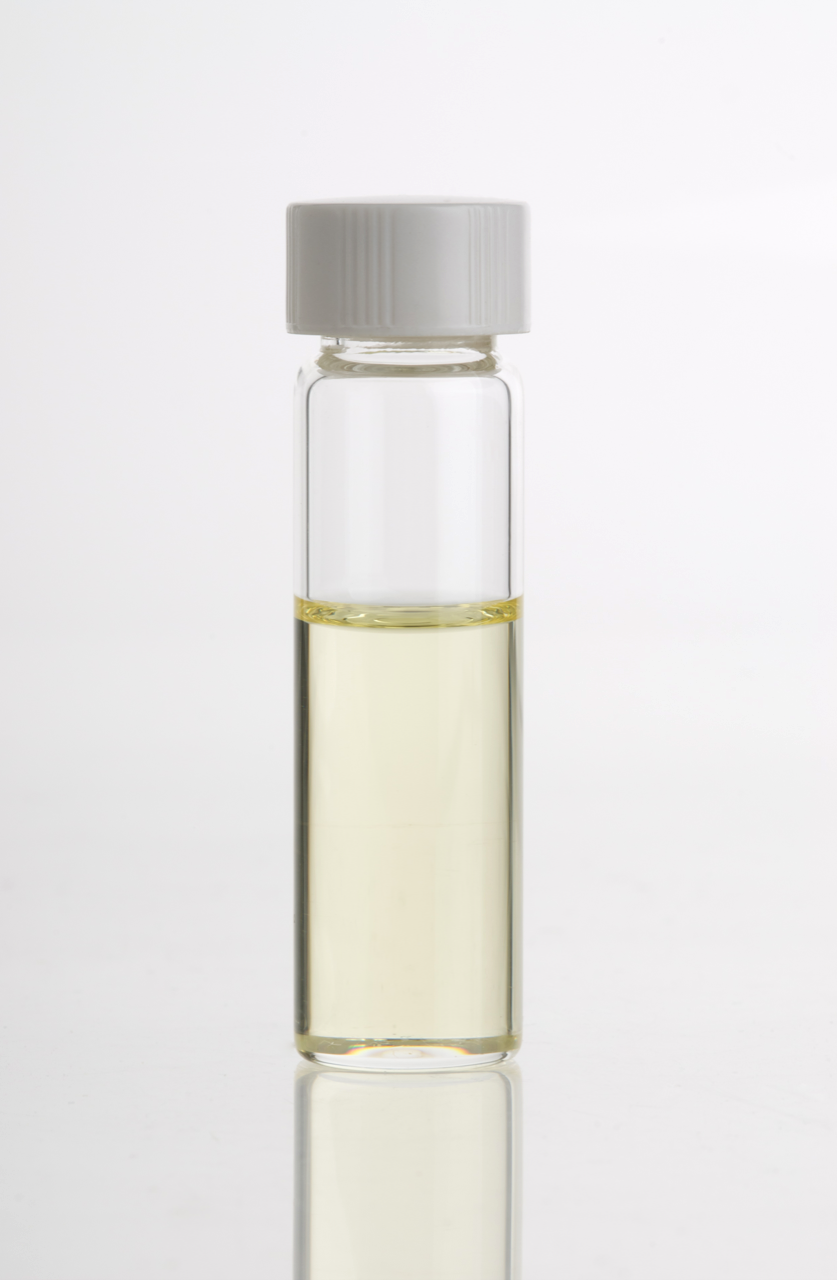
Skleněná vialka s levandulovým olejem

Levandulový olej je éterický olej získaný destilací květů levandule. Existuje více než 400 druhů levandule s různými vůněmi a vlastnostmi. Levandulový olej není chemicky čistá látka; je to komplexní směs fytochemikálií, obsahující mimo jiné linalool a linalylacetátu. Přesné složení závisí na druhu levandule, ze které pochází, i na prostředí, ve kterém rostlina vyrůstala.

## Výroba
Levandulový olej se vyrábí destilací s vodní parou. Z květů, které se obvykle sklízí v červnu, se působením vodní páry uvolňují silice a spolu s párou putují do chladiče. Kondenzací vzniká heterogenní směs oleje a vody. Olej se následně z hladiny oddělí.
Levandulový olej se vyrábí po celém světě. V roce 2020 bylo největším světovým producentem Bulharsko, které před několika lety předstihlo v objemu obchodovaného oleje tradiční velmoc Francii.

## Použití
Levandulový olej se používá jako přísada do parfémů, pro aromaterapii a do kosmetiky. :s.184–186 Levandulový olej se používá v masážní terapii jako způsob navození relaxace přímým kontaktem s pokožkou.
Levandulový olej se používal jako rozpouštědlo v olejomalbě. Sloužil např. k ředění barev nebo čištění štětců. Kvůli vysoké ceně byl později nahrazen terpentýnem.

## Nežádoucí účinky
Podle Evropské agentury pro chemické látky je levandulový olej zdraví škodlivý při požití a vdechování a vyvolává podráždění kůže. Již 5 ml oleje může způsobit život ohrožující zdravotní potíže u dětí. Otrava levandulovým olejem je v některých zemích poměrně častá, např. v Novém Jižním Walesu se jím v rozmezí let 2014 - 2018 intoxikovalo 271 lidí. Šlo obvykle o neúmyslné požití (např. zaměnění oleje za kapky na kašel). Při topickém užití nízkých dávek prostřednictvím např. kosmetických produktů je otrava nepravděpodobná. I v nízkých dávkách ale poměrně často vyvolává alergické reakce, které mohou být způsobeny některou z hlavních složek levandulového oleje: kafrem, terpinen-4-olem, linaloolem nebo linalylacetátem.
Byla pozorována prepubertální gynekomastie (zvětšení prsou) u tří chlapců, kteří používali kosmetiku parfemovanou levandulovým olejem. Poté, co přípravky přestali používat tento problém vymizel, což vedlo k hypotéze o levandulovém oleji jako příčině prepubertální gynekomastie.

## Složení
Přesné složení levandulového éterického oleje se u jednotlivých druhů liší, ale skládá se převážně z monoterpeneoidů a seskviterpeneoidů. Převažuje linalool a linalyl-acetát, dále se vyskytují lavandulyl-acetát, terpinen-4-ol a lavandulol. Obsahuje také malá množství 1,8-cineolu a kafru a stopová množství mnoha dalších látek.